# Haibarbe

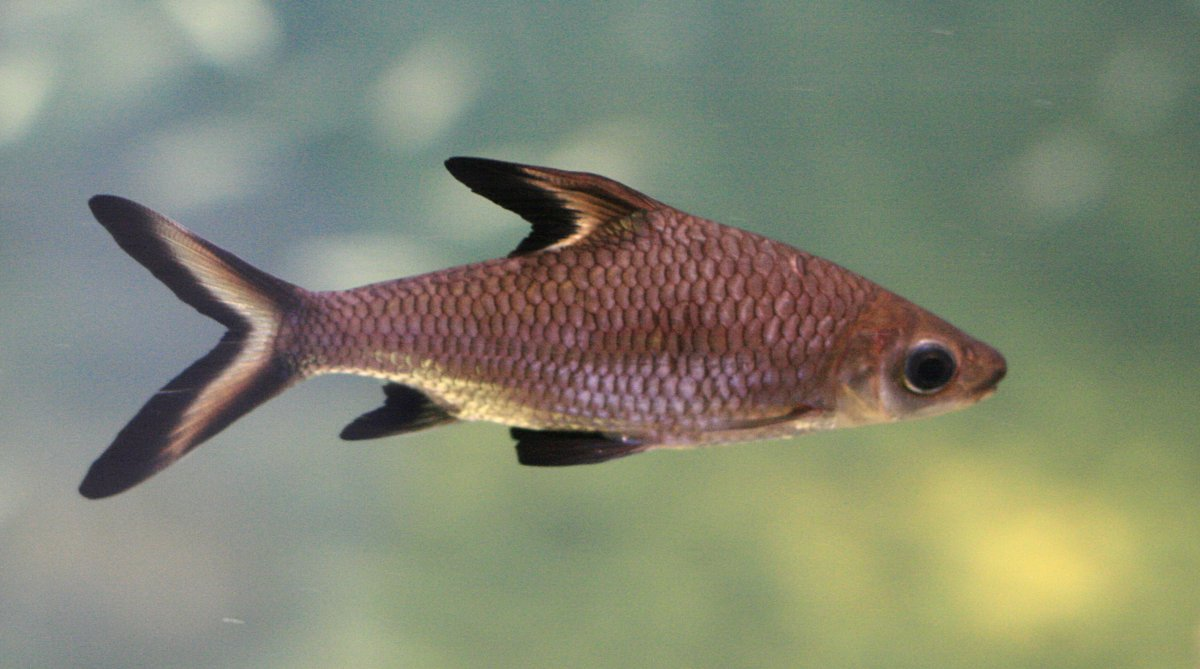
juvenile Haibarbe

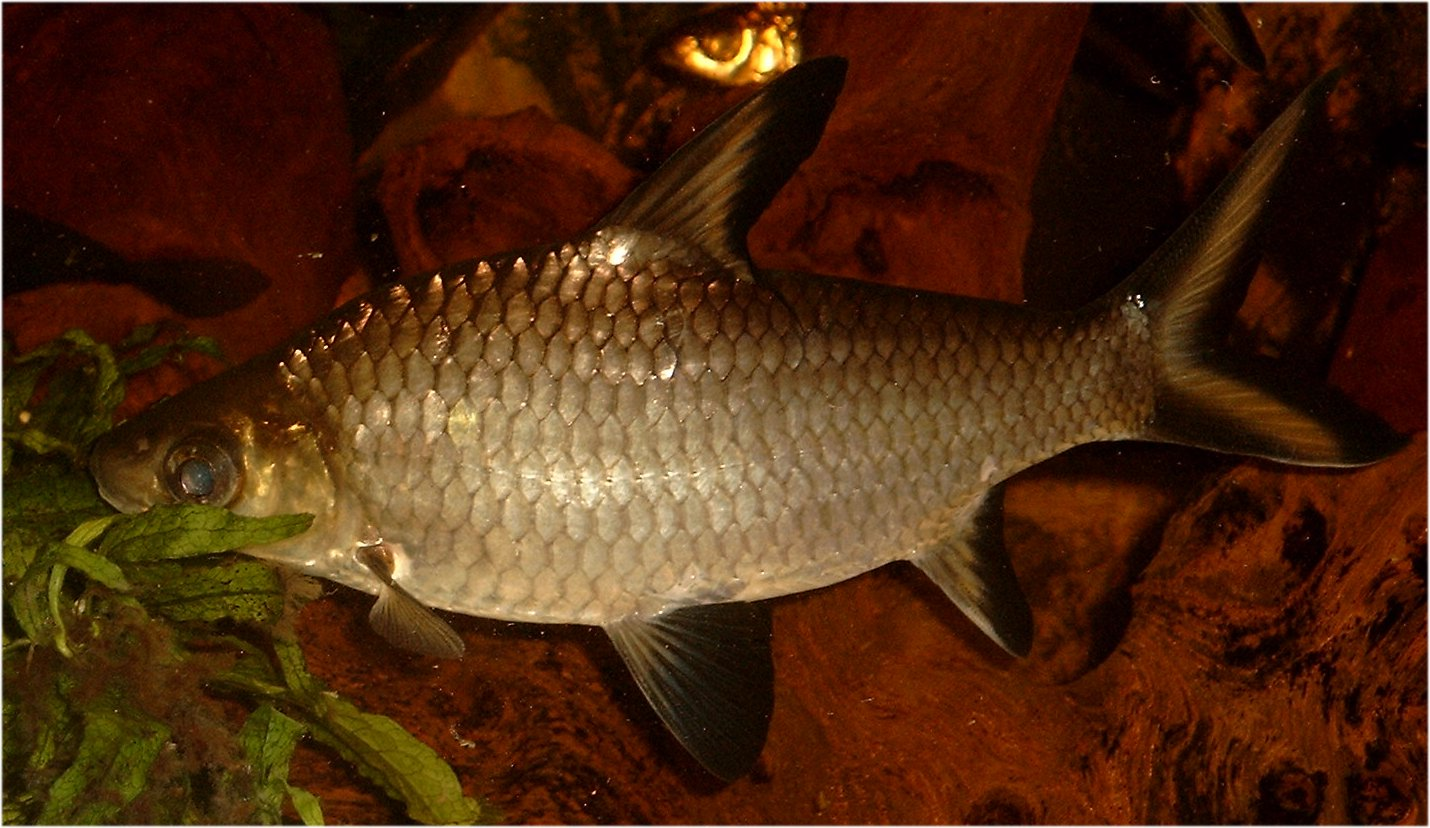
Weibliche Haibarbe, 2 Jahre alt, etwa 15 cm

Die Haibarbe (Balantiocheilos melanopterus) ist eine Fischart aus der Familie der Karpfenfische (Cyprinidae). Sie wird bis zu 40 cm lang, ihre Lebenserwartung liegt bei neun bis zehn Jahren. Es wurden schon 13 Jahre alte Haibarben beobachtet.
Der Fisch ist in vielen Gegenden vom Aussterben bedroht und steht auf der Roten Liste gefährdeter Arten.

## Vorkommen
Die Haibarbe lebt in größeren Flüssen und Seen Thailands (Mekong- und Chao-Phraya-Becken), Laos und bis nach Malaysia und Indonesien. Sie bevorzugt die Freiwasserzone mit deutlicher Bodenorientierung.

## Merkmale
Haibarben erinnern in ihrem Erscheinungsbild mit der schlanken Körperform und der spitz zulaufenden Rückenflosse an Haie. Sie sind schwarzgrau bis blauschwarz mit silbernen Schuppen, langgestreckt und stromlinienförmig, seitlich stark abgeflacht.
Der Augenrand (Iris) ist hell, die Pupille sieht schwarz aus. Wenn mit einer Taschenlampe in ein Auge hineingeleuchtet wird, ist die Pupille grün. Die Pupille ist fast rund. Die durchsichtige Linse darüber ist mehr oval. Die Augen sind gut beweglich und können um etwa 30 Grad in jede Richtung bewegt werden.

### Flossen
Die Flossen sind markant groß und ausgezogen. Die Rückenflosse ist die größte Flosse und ist ebenso wie die Schwanzflosse eingekerbt, schmal und langgezogen. Interessant sind die Farben der Flossen: Manchmal goldgelb gefärbt, fast durchsichtig und hinten mit einem breiten, tiefschwarzen Band eingesäumt. Die beiden Bauchflossen sitzen seitlich nach unten wie ein umgekehrtes V am Körper und sind an den hinteren Enden mit dem gleichen tiefschwarzen Strich gezeichnet. Die Afterflosse ist etwas breiter. Alle Flossen außer der Schwanzflosse haben vorn so etwas wie eine harte Gräte, die von einem Muskel bewegt wird. Dadurch können diese Flossen eingezogen werden, also an den Körper angezogen werden. Dies macht die Haibarbe, wenn sie schnell schwimmen will und diese Flossen zum Steuern nicht benötigt. Vorn haben die Haibarben natürlich Steuerflossen, mit denen im Faststillstand die Balance gehalten wird. Interessant zu beobachten ist das Schwimmverhalten, insbesondere der noch jungen Haibarben: Es findet eine ruckartige Fortbewegung statt, vermutlich um Energie zu sparen.
Haibarben glänzen silbern, im Licht reflektieren die einzeln abgesetzten Schuppen, die hell gerandet sind. Manche Haibarben sind mehr silbern, nur im Rückenbereich reflektieren sie Licht etwas golden.
Flossenformel: Dorsale 4/8–9, Anale 3/5, Pectorale 1/15, Ventrale 2/8–9.

### Geschlechtsunterschiede
Bei Haibarben, die 2 bis 3 Jahre alt und 20 cm bis 30 cm lang sind, können die Geschlechter unterschieden werden. Männchen sind schlanker, die Weibchen um 1 bis 2 cm höher und gedrungener.

## Lebensweise
Haibarben sind Schwarmfische. Die Haibarben haben eine benthopelagische Lebensweise, sie halten sich gerne in Bodennähe auf und gründeln dort im Sand nach Futter.

## Nutzung
Die Haibarben werden in ihrer Heimat in Reisfeldern zur Insektenbekämpfung eingesetzt. Sie werden ab einer Länge von 30 Zentimeter von den Bauern gern gegessen.